# トマス・ポウィス (初代リルフォード男爵)
初代リルフォード男爵トマス・ポウィス（英語: Thomas Powys, 1st Baron Lilford、1743年5月4日 – 1800年1月26日）は、グレートブリテン王国の政治家、貴族。1774年から1797年まで庶民院議員を務めた。ジェントリ層議員ながら有力な演説者であり、1782年内閣問責決議案で内閣を痛烈に批判した。1784年にチャールズ・ジェームズ・フォックスと小ピットの和解を目指すセント・オールバンズ・タヴァーン・グループの指導者の1人になったが、以降フォックス派に属したことで影響力が低下した。フランス革命を目にして小ピット派に転じ、1797年に男爵に叙された。

## 生涯
トマス・ポウィス（Thomas Powys、1719年9月24日 – 1767年4月2日、トマス・ポウィスの息子）と妻ヘンリエッタ（Henrietta、旧姓スペンス（Spence）、トマス・スペンスの娘）の長男として、1743年5月4日に生まれた。1755年1月25日から1759年までイートン・カレッジで教育を受けた後、1760年2月13日にケンブリッジ大学キングス・カレッジに入学した。
ノーサンプトンシャーのジェントリ層に属し、1768年から1769年までノーサンプトンシャー州長官を務めた後、1774年イギリス総選挙でノーサンプトンシャー選挙区から出馬して無投票で当選した。議会ではアメリカ独立戦争の開戦をめぐりノース内閣を支持したが、戦争が長引くにつれて内閣に敵対するようになり、1780年春には野党のロッキンガム侯爵派が主張した経済改革を支持した。
ポウィスは一般的なジェントリ層議員と同じく、官職就任を望まず党派を嫌い、是々非々で議案を審議すると主張した。一方で有力な演説者という点で異なり、1780年イギリス総選挙で再選した後はその傾向が顕著になった。1781年12月に戦争継続反対の動議に賛成して演説し、エドワード・ギボンの『ローマ帝国衰亡史』を引用して内閣の状況に当てはめた。『英国議会史』によれば、この当てはめが極めて適切であり、ポウィスの演説は大評判となった。ロッキンガム侯爵派はポウィスを党派に属さない有力な演説者として目を向け、1782年3月に提出した内閣問責決議案でポウィスの賛成演説を引き出した。ポウィスは賛成演説でウェルボア・エリスのアメリカ担当国務大臣就任を取り上げ、「これはサルデーニャ王がキプロス王とエルサレム王を称すると同じぐらいの正当性を有する。サルデーニャ王がキプロスやエルサレムへの権力を有さないように、名誉ある紳士もアメリカへのいかなる権力も有さない」と嘲笑した。さらに、エリスの前任者ジョージ・ジャーメイン卿がアメリカを失って子爵に叙されたと批判して、首相ノース卿は「祖国の破滅を完成させたというすぐれた功績を称えて、首席公爵に叙されるべきである」と批判した。最後の一撃を受けてノース内閣が倒れると、第2次ロッキンガム侯爵内閣が成立したが、ポウィスは内閣からの官職就任打診を辞退、続くシェルバーン伯爵内閣から戦時大臣の就任打診を受けたときも辞退した（シェルバーン伯爵内閣期に提出された予備講和条約には賛成した）。1783年にフォックス＝ノース連立内閣が成立したとき、ポウィスは連立を強く批判、チャールズ・ジェームズ・フォックスが提出した東インド法案もイギリス東インド会社の権利を侵害するものとして批判した。ナサニエル・ラクソールはポウィスの演説が連立内閣に一番強い打撃を与えたと評した。
1783年末に連立内閣が崩壊して第1次小ピット内閣が成立した後、ポウィスははじめ小ピットを支持し、小ピットが提出した東インド法案に賛成した。しかし、小ピットが議会で何度も採決に敗れると、小ピットが辞任すべきと主張した。同年1月に小ピットから議会解散の用意がないとの確約を得た後、小ピットとフォックスの和解を目指すセント・オールバンズ・タヴァーン・グループに加入した。このグループは議員55名で構成され、うちポウィスを含む6名が交渉代表に選出されたが、小ピットとフォックスの連立を目指す交渉は失敗に終わり、ポウィスは小ピットへの疑念を強めた。ついに1784年3月1日の弁論で議長に「庶民院の職杖と鍵を国王の私室に届けることを勧める」と国王ジョージ3世の小ピット支持を批判するに至った。これにより、直後の総選挙で小ピット派の第7代準男爵サー・ジェームズ・ランガムが立候補を表明、ポウィスは議席維持が危ぶまれたが、同じく小ピット派のルーシー・ナイトリーはポウィスへの尊敬を理由として挙げ、ポウィスに選挙戦を戦う事態が生じた場合、自身は立候補を辞退すると表明した。結局、ポウィスはノーサンプトンシャーでの会合で強く批判されたものの、妥協を支持する声も強く、ポウィスとランガムが無投票で当選した。
1784年の総選挙以降はフォックス派に属したが、選挙改革には一般的なジェントリ層議員と同じく反対した。また、影響力も大きく低下しており、その理由についてジョージ・ハーディングは1788年3月に「党派に属するようになったため」と主張した。1790年イギリス総選挙において無投票で再選した後、フランス革命をめぐり転向して、1792年ごろよりフランスへの敵対を主張、ポートランド公爵派に属するようになった。フランス以外の議題ではスコットランドにおける審査法廃止に賛成（1791年）、穀物法に反対（1791年4月）、選挙改革に反対（1793年5月）した。そして、叙爵を予期して1797年7月に議員を辞任した後、小ピットにより1797年10月26日にグレートブリテン貴族であるノーサンプトンシャーにおけるリルフォードのリルフォード男爵に叙された。
ヴィカリー・ギブスは『完全貴族名鑑』第2版（1929年）で貴族院におけるポウィスを典型的なクロスベンチャーと評した。
1800年1月26日にメイフェアのアルベマール・ストリートで死去、長男トマスが爵位を継承した。

## 家族
1772年3月31日、メアリー・マン（Mary Mann、1823年1月没、ガルフリダス・マンの娘）と結婚、6男7女をもうけた。
- イリナ（1773年2月13日 – 1854年12月10日） - 1800年11月10日、リチャード・ブルース・ストップフォード閣下（Hon. Richard Bruce Stopford、1844年12月12日没、第2代コータウン伯爵ジェームズ・ストップフォードの息子）と結婚[4][9]
- トマス（1775年4月8日 – 1825年7月4日） - 第2代リルフォード男爵[1]
- ホレス（1788年6月没[9]）
- ルーシー（1847年5月4日没[4]）
- リトルトン（Littleton、1781年1月23日 – 1842年1月22日） - 1809年7月24日、ペネロープ・ハットセル（Penelope Hatsell、1864年11月22日没、ジェームズ・ハットセルの娘）と結婚、子供あり[4]
- フレデリック（1782年3月13日 – 1850年12月31日） - 1807年10月15日、メアリー・グルド（Mary Gould、1837年1月19日没、エドワード・ソロトン・グルドの娘）と結婚、子供あり[4]
- エミリー（1783年5月18日 – 1844年9月10日[9]）
- チャールズ（1784年6月22日[4] – 1804年8月13日 ジャマイカ[9]）
- ヘンリー（1812年4月没） - バダホス包囲戦（英語版）で戦死[9]
- キャロライン（1812年1月没） - 生涯未婚[9]
- アン - 生涯未婚[4]
- ソフィア - 生涯未婚。アンとは双子の関係[4]
- ルイーザ・ホレイシア（Louisa Horatia、1871年8月7日没） - 1848年3月3日、ウィリアム・マーシュ（William Marsh）と結婚[4]